# Nasenbeinfraktur
Eine Nasenbeinfraktur (auch Nasenbruch) ist ein Bruch der Nasenbeine.

## Ursache
Als vorspringender Körperteil ist die Nase Gewalteinwirkungen durch Stoß, Schlag oder Fall stark ausgesetzt, der Nasenbeinbruch ist eine relativ häufige Verletzung. Bei einem Stoß von vorn knicken meist die Nasenbeine quer im unteren Drittel. Dabei ist häufig auch das knorpelige Nasenseptum gebrochen. Nicht selten findet sich ein Septumhämatom. Bei stärkerer Gewalt können auch die benachbarten Knochenstrukturen mit einbezogen werden (Stirnfortsatz des Oberkieferknochens, Tränenbein, Siebbein).

## Symptome

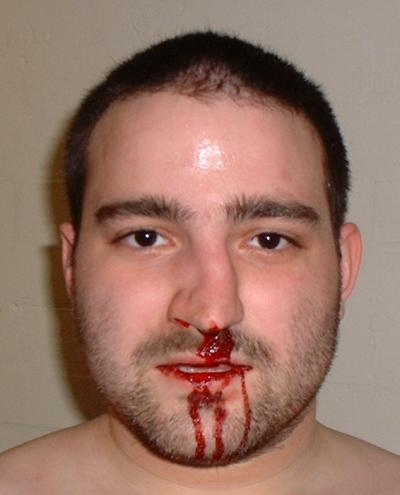
Äußerliches Erscheinungsbild einer Nasenbeinfraktur

Eine Nasenbeinfraktur ist meist mit Nasenbluten verbunden, gefolgt von einer Schwellung und Hämatomverfärbung des Nasenrückens. Eine Verschiebung der Knochenbruchstücke ist in der Regel deutlich in Form eines eingesunkenen Nasenrückens oder einer seitlichen Abweichung der Nase sichtbar (Boxernase). Eine Schwellung kann gelegentlich eine geringe Formveränderung anfangs verdecken.

## Diagnose
Eine Formveränderung lässt keinen Zweifel an einem Nasenbeinbruch. Zur Beurteilung des Nasenseptums ist eine Inspektion des Naseninneren (Rhinoskopie) erforderlich. Durch Palpation der Nase können Bruchkanten getastet oder eine Beweglichkeit der Bruchstücke festgestellt werden. Röntgenaufnahmen der Nase bringen den Bruchspalt und eventuelle Verschiebungen der Bruchstücke zur Ansicht.

## Behandlung
Bei nicht verschobenen Brüchen wachsen die Nasenbeine ohne Behandlung wieder zusammen. Verschobene Knochenfragmente müssen reponiert werden, um eine bleibende Behinderung der Nasenatmung zu vermeiden.
Kommt das häufig vorhandene Nasenbluten nicht von alleine zum Stillstand, ist eine Nasentamponade erforderlich.
Verschobene Knochenfragmente werden in Lokalanästhesie oder Allgemeinanästhesie mit einem Elevatorium vom Naseninneren aus angehoben und wieder in regelrechte Position gebracht. Die Reposition muss spätestens acht bis zehn Tage nach dem Bruch erfolgen, weil sonst die Nase (in der verschobenen Position) schon wieder fest ist. Ein Septumhämatom oder eine Septumfraktur mit Verschiebung muss operativ versorgt werden. Die Vorgangsweise ist ähnlich wie bei einer Septumplastik. Ausgedehnte Trümmerbrüche müssen u. U. durch Freilegung von außen versorgt werden. Nach der Operation wird die Nase mit einer Schiene oder einem Gipsverband fixiert.